# Boulogne-i expedíció
A Boulogne-i expedíció vagy boulogne-i tábor (1804–1805) I. Napóleon francia császárnak az Egyesült Királyság ellen tervezett inváziós terve.
Napóleon meg akarta támadni Angliát a La Manche-csatornán át, ezért már mint császár (1804) előkészítette az expedíciót. Boulogne-ban és környékén 2300 hajót és 130 000 francia, holland, spanyol és német katonát összpontosított az invázió végrehajtására. Az angol flotta azonban Horatio Nelson vezetésével 1805-ben a trafalgari csatában  megsemmisítette francia–spanyol szövetséges flottát, ennek következtében az expedíció meghiúsult. A második világháborúig ez volt az egyetlen inváziós kísérlet a brit szigetország ellen.